# Dorgali
Dorgali (sardisk: Durgàli) er en by og en kommune (comune) i provinsen Nuoro i regionen Sardinien i Italien. Byen ligger i 390 meters højde og har 8.602 indbyggere (2016). Kommunen har et areal på 226,54 km² og grænser til kommunerne Galtellì, Baunei, Lula, Nuoro, Oliena, Orgosolo, Orosei, Orune og Urzulei.